# Superman & Batman vs. Aliens & Depredador
'Superman y Batman contra Aliens y Predator' es un cómic co-publicado por DC Comics y Dark Horse Comics . Fue escrito por Mark Schultz, con dibujos de Ariel Olivetti. Se trata de un cruce en el que Superman y Batman tiene que luchar tanto los Aliens y Depredadores. Mientras tanto alguno superhéroes han tenido crossovers con los monstruos individuales, esta fue la primera vez que estaban con las dos al mismo tiempo. La serie fue de dos partes que fue lanzado el 8 de enero y el 14 de febrero de 2007.

## Argumento
La historia se desarrolla en algún lugar de los Andes. Se puso de manifiesto que, durante la edad de hielo, una nave Predator aterrizó en la Tierra y no podía salir porque no podía escapar a su atracción gravitatoria. Los Depredadores aterrizaron en un (lo que era en ese entonces) volcán inactivo. Ahora, en nuestros tiempos modernos, un equipo de alpinismo se ha perdido en los Andes. Batman se convierte en el emisario de Superman, quien los Depredadores creen que es un espíritu del sol, a través de una demostración de fuerza. Ellos deciden ayudar a los depredadores dejar la Tierra, por el bien de ellos mismos y el planeta, antes de que los Aliens los maten.